# Liste der Pfarren im Dekanat Trausdorf
Das Dekanat Trausdorf ist ein Dekanat der römisch-katholischen Diözese Eisenstadt.

## Pfarren mit Kirchengebäuden
| Pfarre                 | Seelsorgeraum | Patrozinium             | Kirchengebäude                       | Bild |
| ---------------------- | ------------- | ----------------------- | ------------------------------------ | ---- |
| Antau                  | Wulkatal      | Hl. Andreas             | Pfarrkirche Antau                    |      |
| Baumgarten             |               | Hll. Petrus und Paulus  | Pfarrkirche Baumgarten im Burgenland |      |
| Draßburg               |               | Hl. Anna                | Pfarrkirche Draßburg                 |      |
| Hornstein              |               | Hl. Anna                | Pfarrkirche Hornstein                |      |
| Klingenbach            |               | Hl. Jakobus der Ältere  | Pfarrkirche Klingenbach              |      |
| Oslip                  | Wulkatal      | Mariä Himmelfahrt       | Pfarrkirche Oslip                    |      |
| Siegendorf             |               | Allerheiligen           | Pfarrkirche Siegendorf               |      |
| Steinbrunn             |               | Zur Kreuzauffindung     | Pfarrkirche Steinbrunn               |      |
| Trausdorf an der Wulka | Wulkatal      | Hl. Laurentius          | Pfarrkirche Trausdorf an der Wulka   |      |
| Wulkaprodersdorf       | Wulkatal      | Kreuzerhöhung           | Pfarrkirche Wulkaprodersdorf         |      |
| Zagersdorf             |               | Hl. Johannes der Täufer | Pfarrkirche Zagersdorf               |      |
| Zillingtal             |               | Hl. Petrus und Paulus   | Pfarrkirche Zillingtal               |      |

## Dekanat Trausdorf
Das Dekanat wurde am 28. Juni 2020 aus 12 Pfarren der bisherigen Dekanate Eisenstadt, Mattersburg und Rust als erstes deutsch-burgenlandkroatische Dekanat neu errichtet.